# SNCF et la Shoah
SNCF et la Shoah est le sujet des relations entre la Société nationale des chemins de fer français (SNCF) et les déportations des Juifs de France. S'il y a eu de la résistance par les cheminots français, il n'y a pas eu de tentative de sabotage des convois de la déportation des juifs de France. Le débat sur la question a impliqué aux États-Unis des conséquences économiques éventuelles.

## Histoire

### 1940
Dès la signature de l'armistice franco-allemand du 22 juin 1940, en application de l'article 13 de la convention d'armistice, les chemins de fer de la zone occupée (soit les deux tiers du réseau de la SNCF) et le « personnel spécialisé nécessaire » sont mis à la disposition de l'occupant, qui fixe les priorités (ce sera de même pour les routes et voies navigables). En juillet 1940, Goeritz, le Colonel Commandant de la WVD adresse une lettre au directeur général de la SNCF rappelant, entre autres, que :

« [...] Tous les fonctionnaires, agents et ouvriers de la S.N.C.F. sont soumis aux lois de guerre allemandes.

Les lois de guerre allemandes sont très dures, elles prévoient presque dans tous les cas la peine de mort ou des travaux forcés à perpétuité ou à temps. »

Dès l'été 1940, l'occupant allemand effectue des prélèvements de matériel, le premier ordre portant sur 1 000 locomotives et 35 000 wagons.
Après la rafle du Vel' d'Hiv le 16-17 juillet 1942, les juifs arrêtés sont déportés par les autorités françaises dans des trains de la SNCF vers les camps de Drancy, Pithiviers et de Beaune-la-Rolande. Il en est de même après la rafle de Marseille des 23 et 24 janvier 1943 et le transport à partir de la gare d'Arenc de 1 642 personnes vers le camp de Royallieu à Compiègne le 24 janvier, de 782 Juifs à Sobibor et 600 « suspects » au camp de Sachsenhausen
Le 31 octobre 1942, un conducteur de locomotive, Léon Bronchart, a refusé de conduire un train de Juifs vers la déportation, c'est le seul cas connu. Des trains de déportés sont partis vers la frontière allemande jusqu'en 1944. Au total, environ 76 000 juifs et 86 000 déportés politiques ont été envoyés de France vers les camps de la mort.
La Moselle et l'Alsace sont annexées de fait par l'Allemagne à l'été 1940. Le réseau Alsace-Lorraine est donc rattaché à la Reichsbahn à partir du 1er juillet 1940. Pour le reste de la France occupée, l'organisation mise en place laisse toutefois la responsabilité de l'exploitation et du fonctionnement à la SNCF sous la surveillance d'un organisme militaire allemand, le WVD (Wehrmachtverkehrsdirektion) direction des transports de la Wehrmacht, dont le siège est à Paris (sauf pour une partie des réseaux Nord et Est dépendant du WVD de Bruxelles).

### 1942
En juin 1942, le WVD devient une autorité civile sous le nom de HVD (Hauptverkehrsdirektionen), directions principales, divisées en cinq directions régionales (EDB) : Paris-Nord, Paris-Sud, Paris-Ouest, Paris-Est, Bordeaux.
La WVD de Bruxelles contrôle le réseau ferré de la zone du Nord-Est, interdite au retour des réfugiés jusqu'en décembre 1941. Cette « zone interdite » divisée en deux EDB (Lille et Nancy) inclut deux départements dont l'administration tout entière est rattachée au commandement militaire de Bruxelles : le Nord et le Pas-de-Calais. Dans ces régions occupées, le contrôle allemand sur la SNCF est défini par les articles 13 et 15 de la convention d'armistice. Il consiste à faire surveiller par des cheminots allemands l'exploitation du réseau que les agents Français continuent à assurer et, en particulier, à faire respecter la priorité absolue donnée à tous les transports demandés par l'occupant.
En zone Libre, la surveillance allemande n'existe pas avant l'invasion du 11 novembre 1942, ce qui n'empêche pas le trafic d'être largement affecté par les priorités allemandes à satisfaire.

### 1998: Procès pour complicité de crime contre l'humanité
En 1998 après la condamnation de l'ancien ministre Maurice Papon, les frères Lipietz, Georges Lipietz (père d'Alain Lipietz) et Guy S. (Guy est le demi-frère de Georges et ne souhaite pas que son nom soit révélé) décident d'attaquer l'État et la SNCF pour complicité de crime contre l'humanité envers la moitié des 76 000 juifs déportés de France. En mai 2006 le procès, poursuivi par la famille Lipietz après le décès de Georges, arrive en audience. L'État Français et la SNCF sont condamnés en première instance le 6 juin 2006,. « Le tribunal a reconnu que l'État et la SNCF ont fait plus que ce que leur demandaient les Allemands », a remarqué Alain Lipietz. Le tribunal ne s'est pas prononcé sur la complicité de crime contre l'humanité.
La SNCF facturait le transport des juifs, tziganes et homosexuels en wagons couverts au tarif de troisième classe et d'après Me Avi Bitton, un des avocats représentant deux cents familles juives françaises, israéliennes, belges, américaines et canadiennes, la direction de la SNCF a aggravé les conditions de transport des juifs : « À la différence de l'État, la SNCF refuse de reconnaître sa responsabilité. Il n'y a aucun document qui prouve qu'on lui a imposé d'utiliser des wagons pour les bêtes. Elle n'obéissait ni à un ordre ni à une contrainte. C'était sa propre initiative. »
La SNCF a fait appel de cette décision. La position de l'entreprise, exprimée par son président, Louis Gallois, dans la presse est que la SNCF a agi sous la contrainte car elle a été réquisitionnée et mise à la disposition des nazis aux termes de la convention d'armistice. Il précise que « le choix des wagons, la composition des trains, leurs itinéraires et leurs horaires étaient fixés par les autorités allemandes ou celles de Vichy ». Il rappelle que depuis 1992, la SNCF a mis ses archives à la disposition des chercheurs, notamment de l'institut d'histoire du temps présent du CNRS. La SNCF a en effet commandé un rapport au CNRS sur ses activités sous l'Occupation. Selon son président, Louis Gallois, le devoir de mémoire ne doit pas être un devoir de repentance pour des actions pilotées et commanditées par l'armée d'occupation allemande. Nombre d'historiens ont condamné cette initiative, affirmant, dans la même veine que Gallois, qu'il ne faut pas confondre « devoir de mémoire » et judiciarisation de l'histoire. Alain Lipietz s'est défendu des accusations portées contre lui, en affirmant :

« [...] Une déportée, dans Envoyé spécial du 15 juin rappelait qu’alors que la direction privait « naturellement » les déportés juifs d’eau (et de nourriture et d’air, pendant des dizaines d’heures, sans ordre en ce sens ni de Vichy ni des nazis). Tandis que les cheminots braquaient sur leurs wagons surchauffés les pompes à eau des gares afin de les rafraîchir un peu... Charles Tillon raconte comment, à Montluçon, en 1943, une manif de cheminots, après avoir bloqué dix fois la locomotive, permit la libération totale d’un train de déportés (il s’agissait de requis du STO). Un conducteur de locomotive de Montauban, Léon Bronchart, a refusé de conduire un train de déportés.
Le 12 août 1944, tous les dépôts de la SNCF parisienne sont en grève insurrectionnelle. On se bat à Austerlitz. Le même jour, la SNCF envoie tranquillement la facture du train de transfèrement de mes parents à la préfecture de Haute-Garonne. Les FFI de Ravanel paieront sans barguigner... »

### 2001-2012: Demande de compte aux États-Unis
Une plainte en action collective a été déposée pour des raisons similaires contre la SNCF en décembre 2001 aux États-Unis, où elle a été défendue par Arno Klarsfeld. Les 300 plaignants ont été déboutés de leur requête par le juge, qui a estimé que la SNCF, du fait de son statut de monopole d'État, bénéficiait de l'immunité réservée aux États étrangers, selon une loi de 1977. En juin 2003, une cour d'appel de New York, a cassé ce jugement, ouvrant ainsi la voie à un possible procès.
Toujours pour les mêmes raisons, des élus de l'État de Californie, suivi d'élus de l'État de Floride, demandent la mise à l'écart de la SNCF des appels d'offres pour leur équipement en ligne à grande vitesse, élargissant dans le temps et l'espace la sanction morale contre la complicité de génocide. Le Président de la SNCF, Guillaume Pepy s'est alors rendu en personne aux États-Unis pour exprimer des regrets au nom de l'entreprise française.
En février 2012 la SNCF annonce qu’elle a déposé une copie de la totalité de ses archives numérisées pour la période 1939-1945 au mémorial de la Shoah à Paris, au mémorial de Yad Vashem à Jérusalem et à l'United States Holocaust Memorial Museum (USHMM) – Musée du Mémorial de l’Holocauste des États-Unis –, afin de « faciliter le travail des chercheurs », et ainsi « renforcer sa démarche de transparence sur le passé de l'’entreprise »

### Le débat
Sarah Federman, professeur assistante à l'université de Baltimore se spécialise sur les relations entre la SNCF et la Shoah. Elle fait le point en 2018 sur la question. Elle explique que la SNCF continue d'être dans l'actualité pour 4 raisons: 1) sa force, 2) son abstraction 3) elle représente la nature du crime, et 4) l'opposition qui met l'accent sur son caractère de perpétreur.